# 李昆声
李昆声（1944年10月—2023年6月17日），中华人民共和国考古学家。祖籍湖南张家界，生于云南昆明。

## 生平
1960年，考入昆明第十四中。1963年，进入北京大学历史系考古专业。1968年毕业后，被分配到安徽省阜南渔场工作。1971年，调入安徽省博物馆工作，同年被借调到故宫博物院工作一年。1975年到云南省博物馆工作。1984年，担任副馆长。1988年，任馆长。1997年，获国务院政府特殊津贴。2002年，调至云南大学历史文化学院工作，之后担任云南大学民族考古研究中心主任。曾在日本国立民族学博物馆、台湾逢甲大学、台湾艺术大学担任客座教授。

## 著作
李昆声发表学术论文60余篇，出版著作二十余部，包括：
- 李昆声编写. . 昆明: 云南人民出版社. 1980.
- 李昆声编著. . 昆明: 云南人民出版社. 1984. CSBN 11116·106.
- 李昆声,祁庆富著. . 北京: 文物出版社. 1985. CSBN 11068·1360.
- 李昆声著. . 昆明: 云南教育出版社. 1995. ISBN 7-5415-1064-5.
- 李昆声著. . 昆明: 云南人民出版社. 1998. ISBN 7-222-02294-5.
- 李昆声,耿卫,张涛编著. . 昆明: 云南美术出版社. 2008. ISBN 978-7-80695-708-0.
- 李昆声,黄德荣著. . 昆明: 云南美术出版社. 2008. ISBN 978-7-80695-817-9.
- 李昆声,陈果著. . 北京: 社会科学文献出版社. 2013. ISBN 978-7-5097-4227-3.
- 李昆声著. . 云南人民出版社；云南大学出版社. 2015. ISBN 978-7-222-08938-9.
- 李昆声. . 昆明: 云南人民出版社. 2016.
- 李昆声主编. . 昆明: 云南大学出版社. 2019. ISBN 978-7-5482-3218-6.
- 李昆声,黄德荣著. . 昆明: 云南美术出版社. 2021. ISBN 978-7-5489-4168-2.
- 李昆声著. . 昆明: 云南大学出版社. 2023. ISBN 978-7-5482-4711-1.